# ブルフニカ
ヴルフニカ(Vrhnika)は、スロベニアの市である。有名なスロベニア人作家であるイヴァン・ツァンカルの誕生地でもある。